# Scutum nasale
| n f ag in l la la′ m p | Nasalia Stirnschild Vordere Kinnschilde Internasale Loreale Supralabialia Sublabialia Mentale Parietalia | pf pg pro pso pto r so t v | Präfrontalia Hintere Kinnschilde Präoculare Präsuboculare Postocularia Rostrale Supraoculare Vordere und hintere Temporalia Erstes Ventrale |

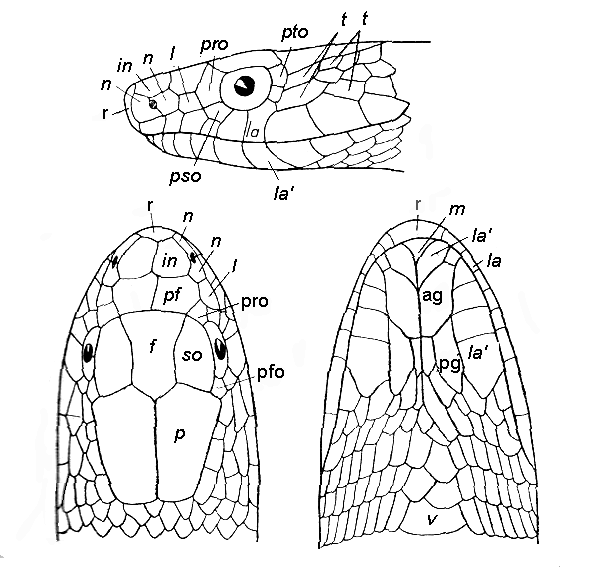
Terminologie der Kopfschuppen am Beispiel der Gefleckten Zornnatter (Platyceps ventromaculatus)

Die Nasenschilde (lateinisch: Scutum nasale) oder kurz die Nasalia sind Hornschuppen am Kopf einer Schuppenechse (Lepidosauria). Wie alle Kopfschuppen können die Nasalia zur Bestimmung der Art wichtig sein.
Die Nasalia liegen, wenn man den Kopf von der Seite betrachtet vor dem Auge in Richtung der Schnauze um das Nasenloch. Je nach Art kann die Schuppe geteilt oder ganz sein. Im ersten Fall liegt das Nasenloch genau auf der Grenze von zwei (selten mehr) Schuppen, die dann beide als Nasalia bezeichnet werden. Die vordere wird die Pränasale genannt, die hintere ist die Postnasale (Scutum postnasale). Ist die Schuppe nicht geteilt, liegt das Nasenloch innerhalb des Nasenschildes. Oberhalb der Nasalia liegen die Internasalia (auch: Zwischennasenschilde). Vor den Nasalia in Richtung Schnauzenspitze liegen artabhängig die Nasorostralen oder gleich die Rostrale. Unterhalb können direkt die Oberlippenschilde (Scutum supralabiale) angrenzen. Caudal, also in Richtung des Schwanzes grenzt der Nasenschild an die Loreale.

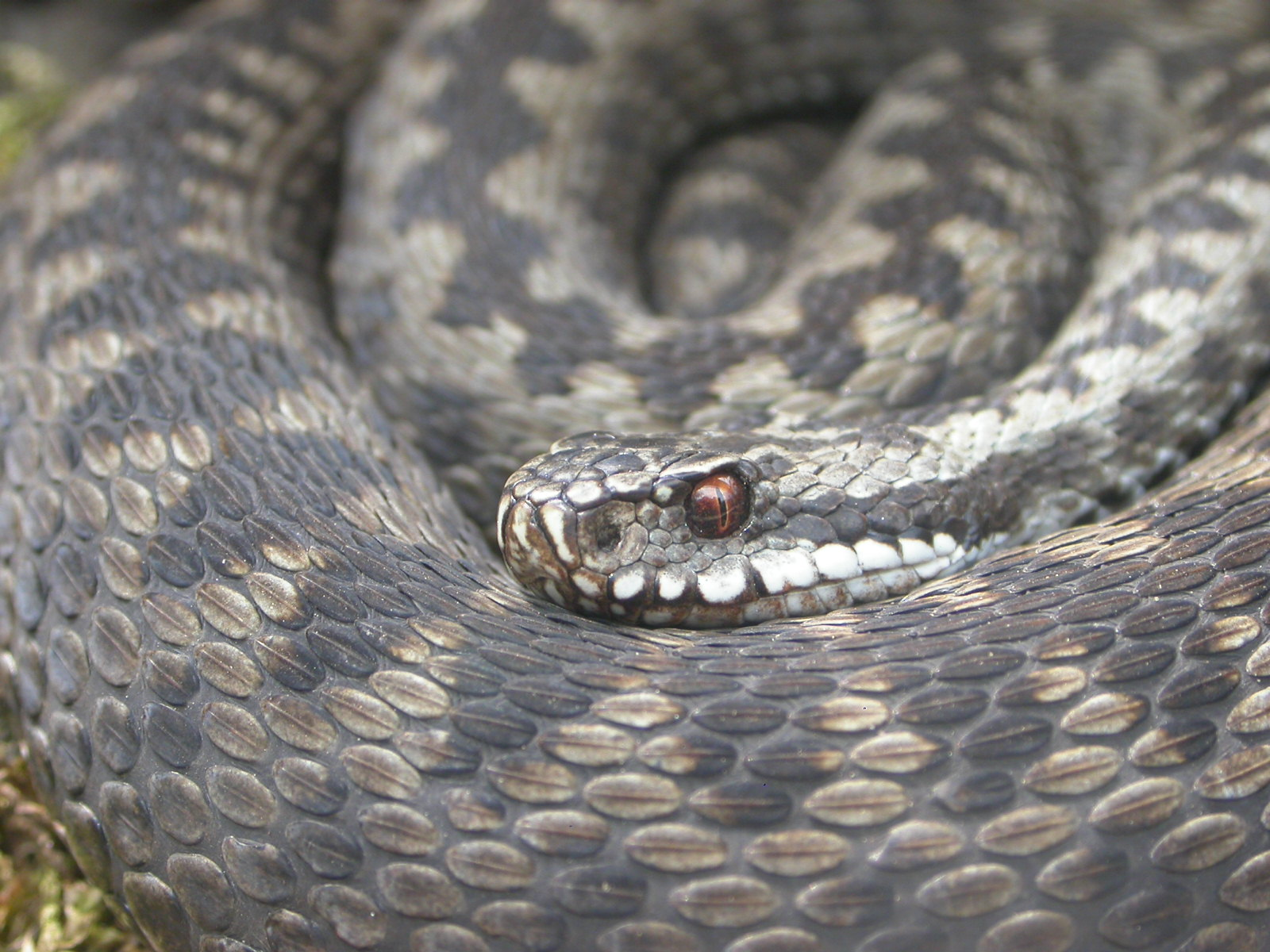
Die Kreuzotter (Vipera berus) hat eine ungeteilte Nasale, die an eine Nasorostrale grenzt.
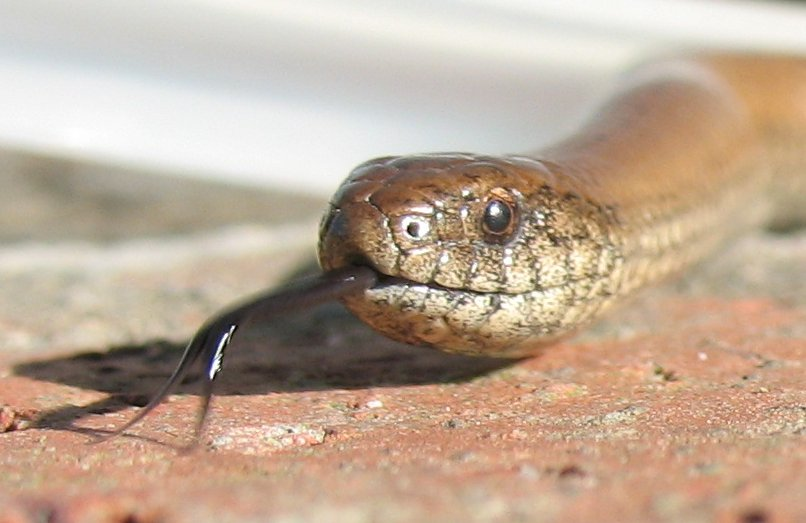
Bei Duberria lutrix grenzt das ungeteilte Nasale direkt an die Rostrale.
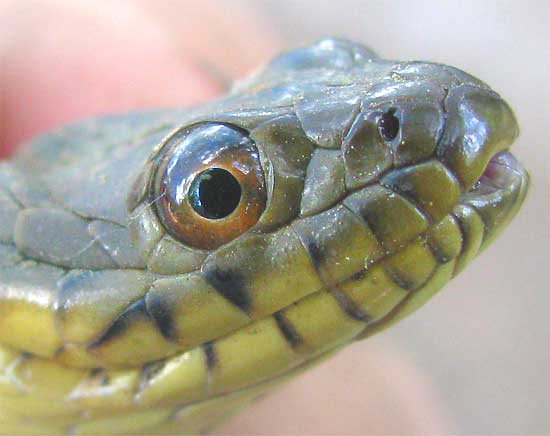
Nerodia rhombifer hat geteilte Nasalia. Die Pränasale grenzt direkt an die Rostrale.
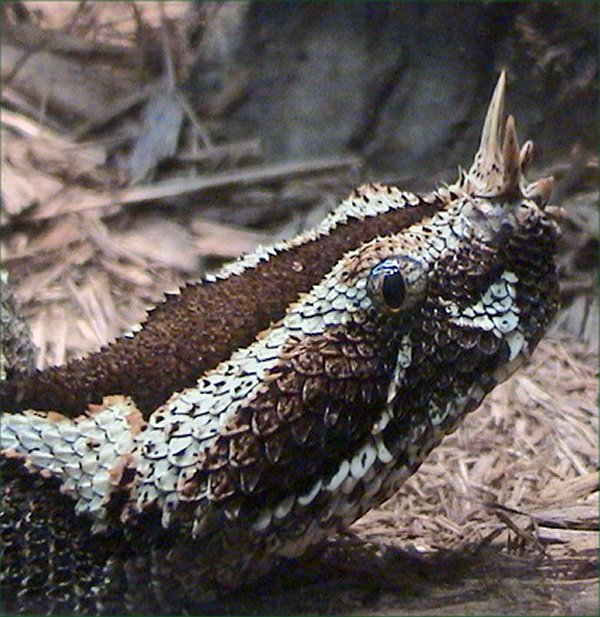
Bei der Nashornviper (Bitis nasicornis) sind die Nasalia zu Hörnern umgebildet.
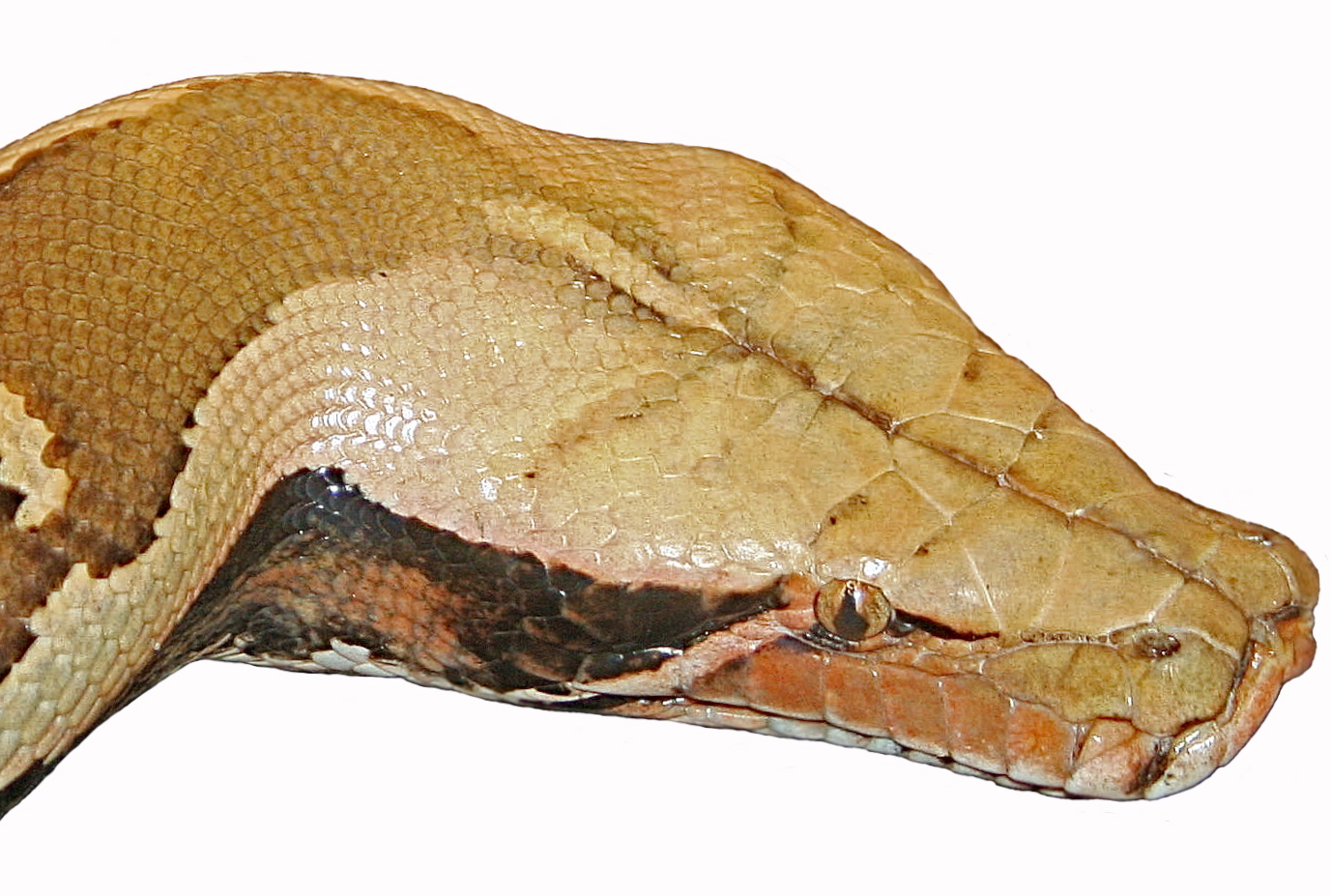
Beim Borneo-Kurzschwanzpython (Python breitensteini) ist das ungeteilte Nasale deutlich nach oben angeordnet.